# 敗瓜四
海豚座ι，又名BD+10 4339，HD 196544、SAO 106322、HR 7883，是海豚座的一颗恒星，视星等为5.43，位于銀經56.13，銀緯-17.5，其B1900.0坐标为赤經20h 33m 2s，赤緯+11° -17.5′ 43″。